# Giuseppe Di Grande
Giuseppe Di Grande (Siracusa, 7 de setembre de 1973) és un ciclista italià, que fou professional entre 1996 i 2007.
En el seu palmarès destaca una victòria d'etapa al Giro d'Itàlia de 1997 i una altra al Tour de Romandia.
En una operació policial el 2001, quan disputava el Giro d'Itàlia, va ser un dels ciclistes arrestats per possessió de productes dopants. Va ser suspès per sis mesos i sancionat amb una multa de 12.000 euros.

## Palmarès
- 1995
  - 1r al Girobio
- 1997
  - Vencedor d'una etapa del Giro d'Itàlia
  - Vencedor d'una etapa del Tour de Romandia
  - Vencedor de 2 etapes de la Setmana ciclista bergamasca

### Resultats al Tour de França
- 1998. 9è de la classificació general

### Resultats a la Volta a Espanya
- 2000. Abandona (11a etapa)
- 2002. Abandona (15a etapa)

### Resultats al Giro d'Itàlia
- 1996. 26è de la classificació general
- 1997. 7è de la classificació general i vencedor d'una etapa
- 1999. 17è de la classificació general
- 2001. No surt (20a etapa)
- 2004. 20è de la classificació general